# Abigaille
Abigaille  è un nome proprio di persona italiano femminile.

## Varianti
- Femminili: Abigail[3]

### Varianti in altre lingue
- Catalano: Abigail[4]
- Ebraico: אֲבִיגַיִל (Avigail, 'Avigayil, Abhigayil)[1][2][5][6]
- Francese: Abigaïl
- Greco biblico: Αβιγαια (Abigaia)[1][2][5], Αβειγαια (Abeigaia)[1]
- Hawaiiano: Apikalia[5]
- Inglese: Abigail[5][6][7], Abegail[5], Abigayle[5]
  - Ipocoristici: Abby[5], Abbey[5][7], Abbi[5][7], Abbie[5][7], Abi[7], Gail[5][7][8], Gaila[5], Gayla[5], Gayle[5], Gale[5]
- Latino ecclesiastico: Abigail[1][2][5]
- Olandese: Abigaïl
- Polacco: Abigail
- Portoghese: Abigail
- Russo: Авигея (Avigeja)
- Scozzese: Abigail
  - Ipocoristici: Abi[5]
- Spagnolo: Abigaíl[4][5]
- Tedesco: Abigail[5]
- Ucraino: Авігайла (Avigajla)
- Ungherese: Abigél[5]

## Origine e diffusione

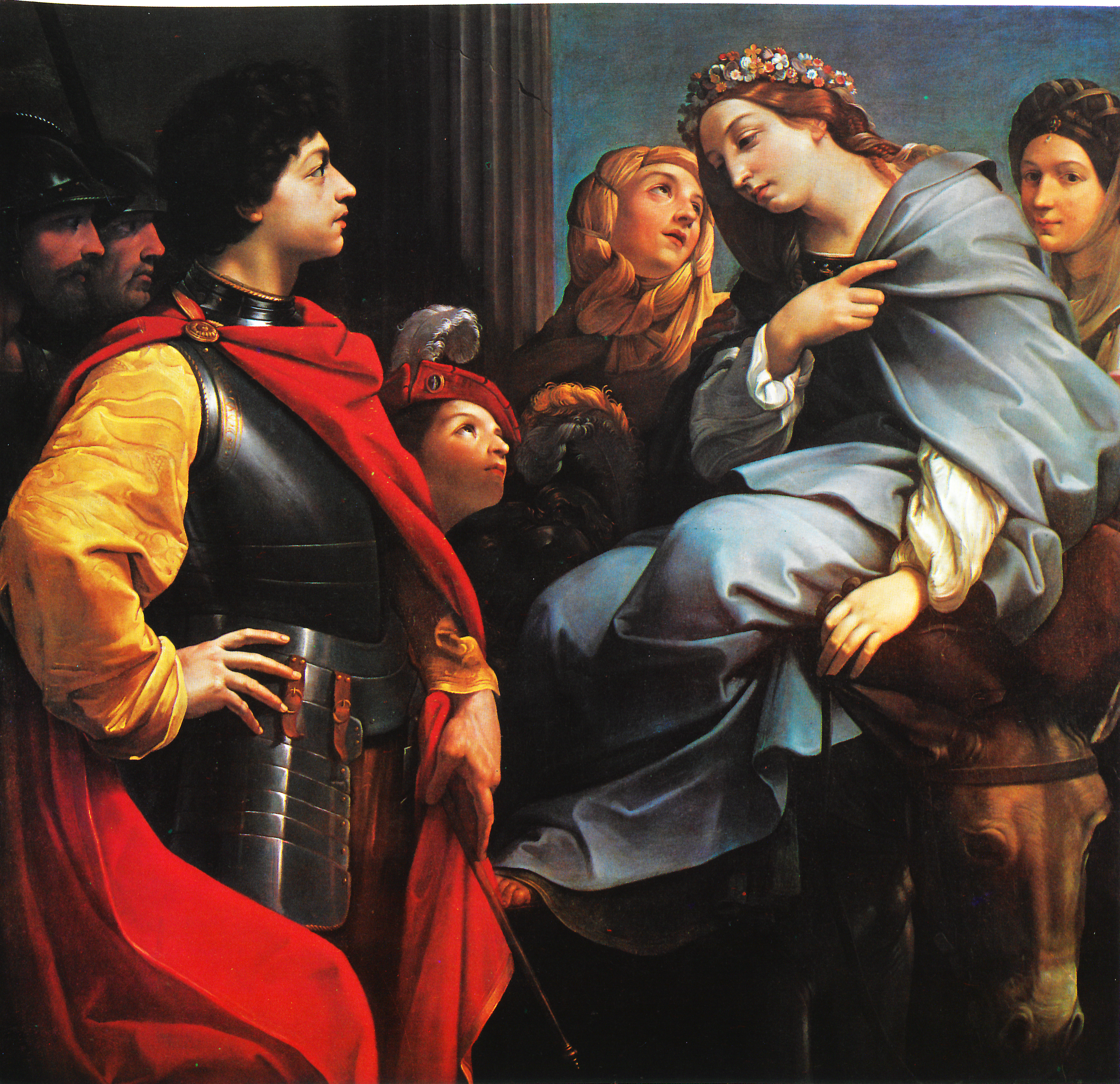
Davide ed Abigail in un dipinto di Guido Reni

Deriva dall'antico nome ebraico אֲבִיגַיִל ('Avigayil), dall'interpretazione incerta, anche perché tramandato in forme diverse. Generalmente viene considerato formato da abh ("padre", da cui anche Abner) e gil ("rallegrarsi" o "gioia", "giubilo"); il suo significato può essere interpretato come "gioia del padre", "mio padre si rallegra/si è rallegrato" o "mio padre è gioia" o, interpretando "padre" in senso teoforico, "Dio è gioia". È altresì possibile che la parte finale del nome, -ayil, sia un semplice suffisso vezzeggiativo.
Si tratta di un nome di tradizione biblica, in quanto portato nell'Antico Testamento dalla danzatrice Abigail, moglie di Nabal e poi di re Davide, e madre di Daniel, una delle sette donne considerate profetesse dagli studiosi del Talmud; si chiamava così anche una parente dello stesso Davide.
Nonostante l'importanza del personaggio biblico, il nome ha goduto di scarso favore in Italia, persino nelle comunità ebraiche; un breve sprazzo di fortuna lo ha avuto verso metà del XIX secolo, grazie al personaggio così chiamato che appare nel Nabucco di Giuseppe Verdi. Secondo dati raccolti negli anni Settanta, il nome era disperso nell'Italia centro-settentrionale. Discorso diverso vale invece per i paesi anglofoni: il nome divenne infatti popolare, specie fra i Puritani, dopo la Riforma Protestante. Subì un temporaneo calo di popolarità dopo il 1613 quando, tramite un processo deonomastico, il nome divenne uno slang indicante le serve (per via dell'uscita dell'opera di Beaumont e Fletcher The Scornful Lady, in cui figura una servetta chiamata appunto così), e patì anche la cattiva fama di Abigail Masham, una favorita della regina Anna, malvista però dal popolo. Il nome tornò in voga nel XX secolo e la sua forma tronca Gail, in particolare, ebbe molta popolarità negli Stati Uniti fa il 1945 e il 1955.

## Onomastico
In alcune fonti agiografiche, viene riportata la biblica Abigail come santa al 1º settembre; altre fonti, tuttavia, rilevando l'assenza di un culto mai riconosciuto di tale figura, sostengono che il nome sia adespota (nel qual caso, l'onomastico può comunque essere festeggiato il 1º novembre, in occasione di Ognissanti).

## Persone

### Variante Abigail

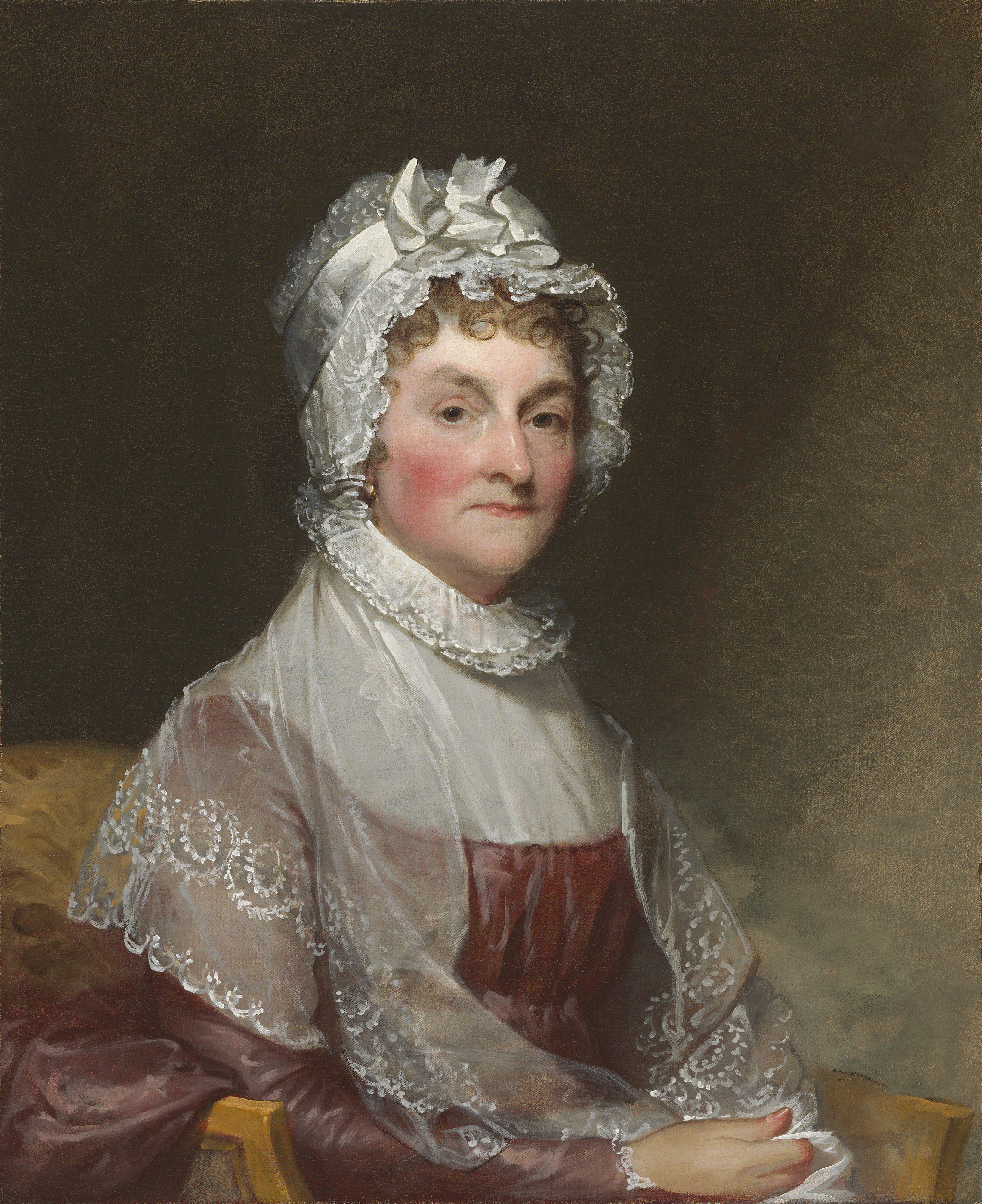
Abigail Adams

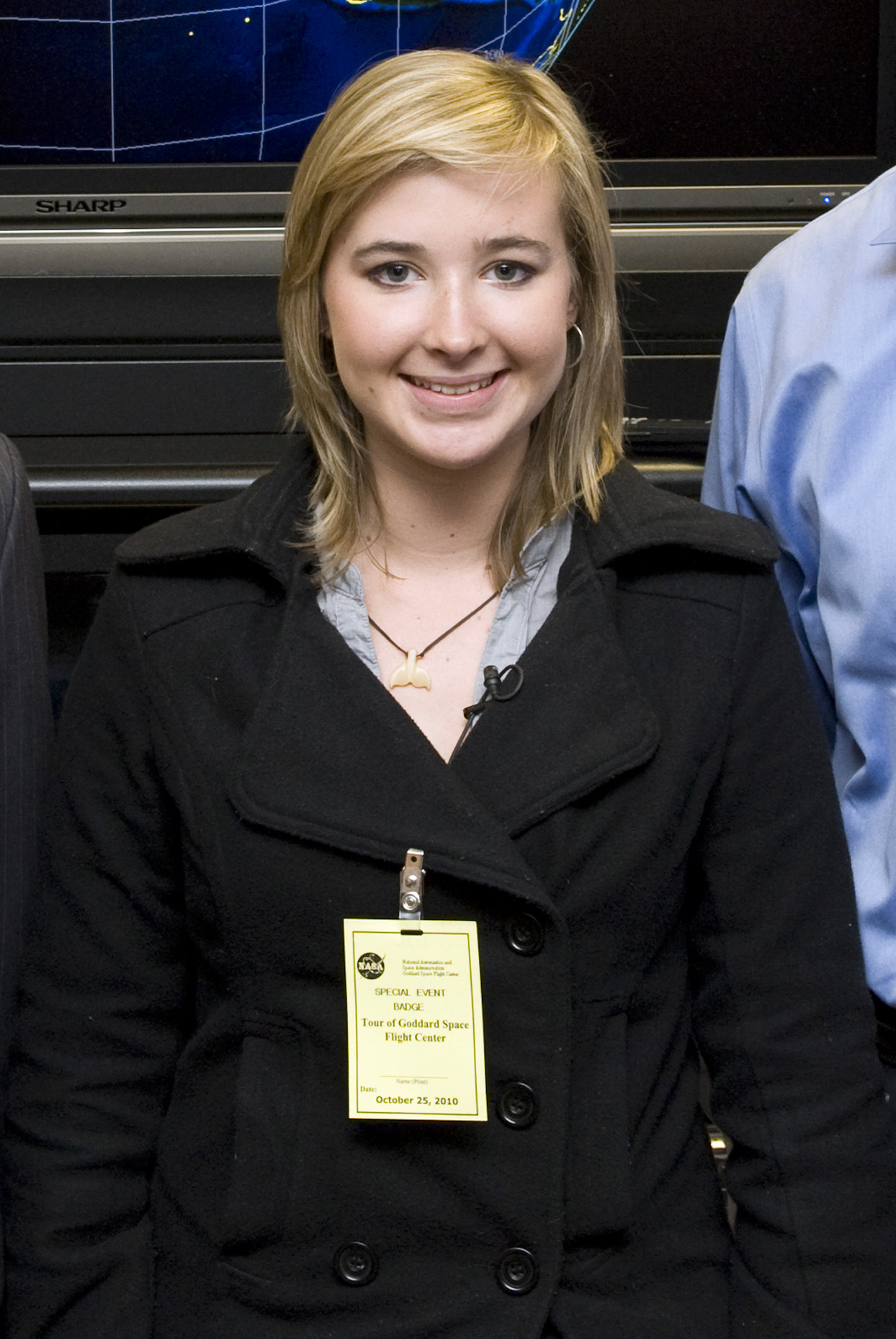
Abby Sunderland

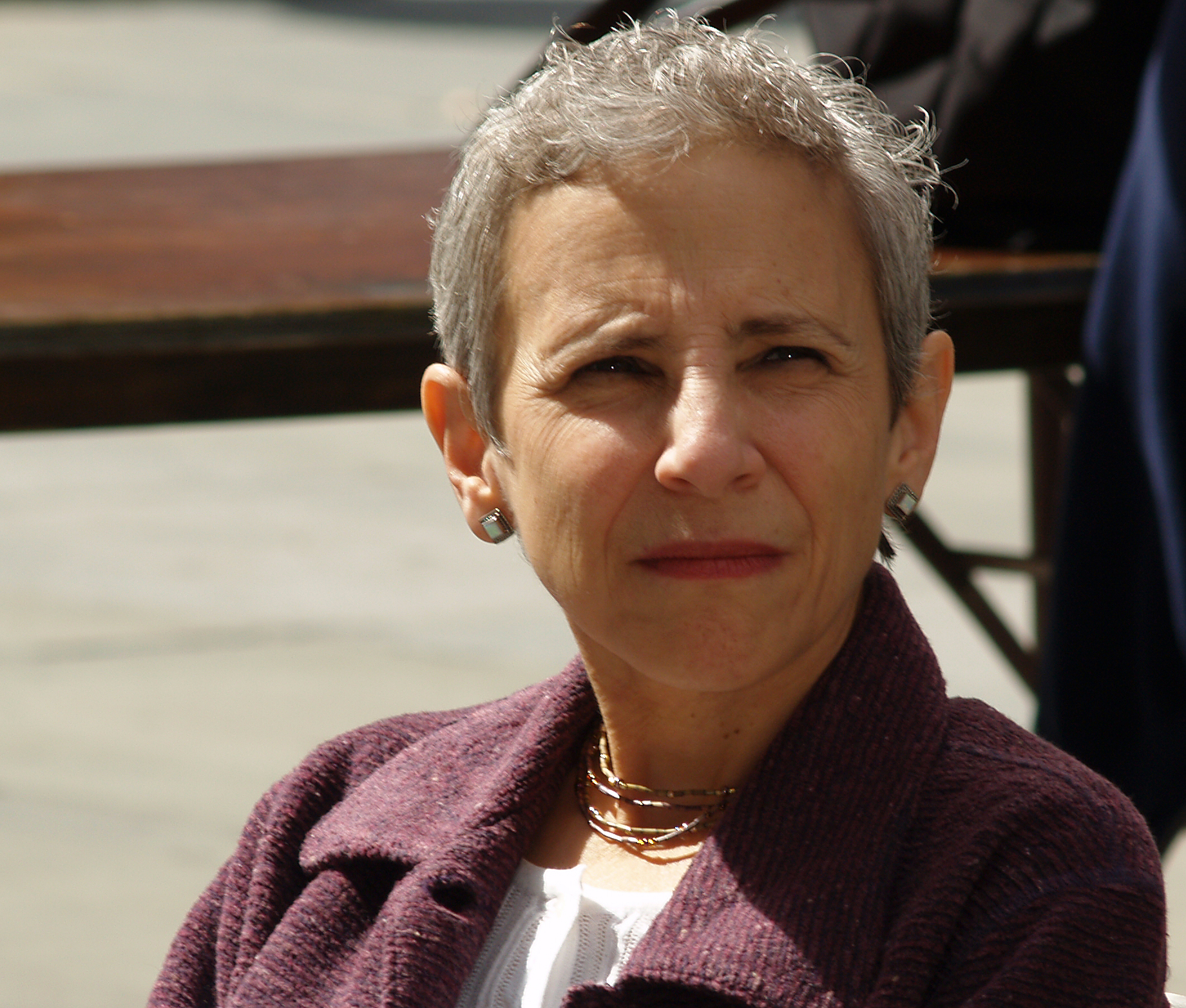
Gail Carson Levine

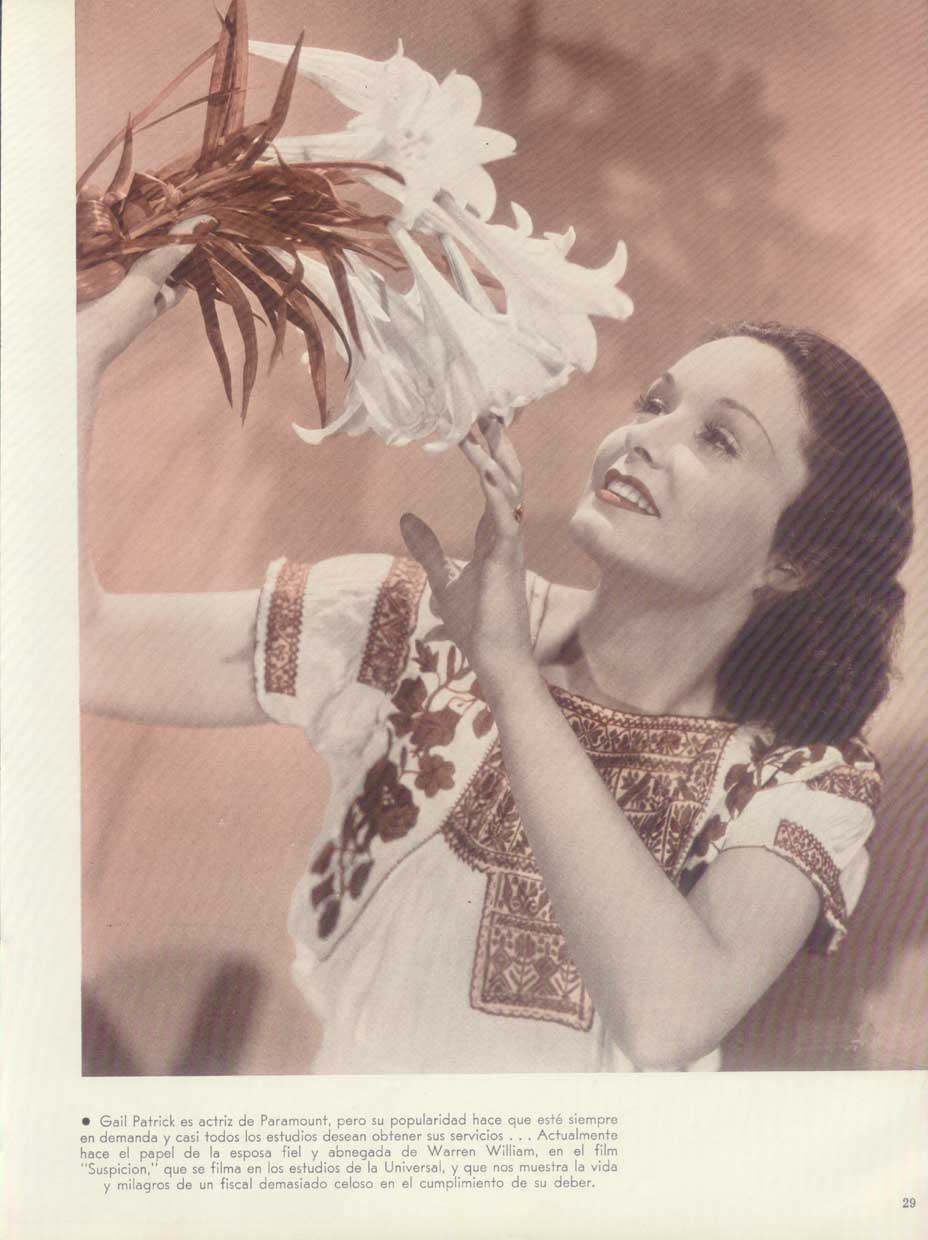
Gail Patrick

- Abigail Adams, first lady statunitense
- Abigail Breslin, attrice statunitense
- Abigail Child, sceneggiatrice e regista statunitense
- Abigail Cowen, attrice statunitense
- Abigail Elizalde, modella messicana
- Abigail Fillmore, first lady statunitense
- Abigail Hensel, donna statunitense celebre per essere una gemella siamese (con la sorella Brittany)
- Abigail Masham, nobildonna inglese
- Abigail McCary, modella statunitense
- Abigail Spears, tennista statunitense
- Abigail Spencer, attrice statunitense
- Abigail Washburn, cantante e musicista statunitense

### Variante Abby
- Abby Brammell, attrice televisiva statunitense
- Abby Elliott, attrice e comica statunitense
- Abby Hoffman, mezzofondista e dirigente sportiva canadese
- Abby Sunderland, velista statunitense
- Abby Wambach, calciatrice statunitense

### Variante Gail
- Gail Amundrud, nuotatrice canadese
- Gail Berman, produttrice cinematografica statunitense
- Gail Carson Levine, scrittrice statunitense
- Gail Devers, atleta statunitense
- Gail Fisher, attrice statunitense
- Gail Kim, wrestler e attrice canadese
- Gail Kobe, attrice e produttrice televisiva statunitense
- Gail Miller, pallanuotista australiana
- Gail Neall, nuotatrice australiana
- Gail Patrick, attrice cinematografica e produttrice televisiva statunitense
- Gail Russell, attrice statunitense
- Gail Simone, autrice di fumetti statunitense

### Altre varianti
- Abbie Cornish, attrice australiana
- Abbie de Quant, flautista olandese
- Abbi Fisher, sciatrice alpina statunitense
- Abbe Lane, cantante e attrice statunitense
- Abbey Lee, modella australiana
- Abbey Lincoln, cantante statunitense

## Il nome nelle arti
- Abigaille è un personaggio del Nabucco di Giuseppe Verdi.
- Abigail è un personaggio della serie animata Devil May Cry.
- Abigail Callaghan è un personaggio del film Disney Big Hero 6
- Abigail è un personaggio di Una giornata nera di Carol Higgins Clark.
- Abigail è un personaggi di Street Fighter e Final Fight.
- Abbey Bartlet è un personaggio della serie televisiva West Wing - Tutti gli uomini del Presidente.
- Abigail "Fetch" Walker è un personaggio del videogioco Infamous: Second Son, nonché protagonista del DLC Infamous: First Light.
- Abigail Black è un personaggio del videogioco del 2007 Clive Barker's Jericho.
- Abigail "Abby" Boylen, più nota come Cloud 9, è un personaggio dei fumetti Marvel Comics.
- Abigail Chase è un personaggio del film del 2004 Il mistero dei Templari e di quello del 2007 Il mistero delle pagine perdute, diretti da Jon Turteltaub.
- Abigail Hobbs è un personaggio della serie televisiva Hannibal.
- Abby Lockhart (all'anagrafe Abigail Marjorie Wyczenski) è un personaggio della serie televisiva E.R. - Medici in prima linea.
- Abby Mallard è il nome originale di Alba Papera, personaggio del film d'animazione del 2005 Chicken Little - Amici per le penne.
- Abigail Marston è un personaggio del videogioco Red Dead Redemption.
- Abigail "Abbie" Mills, è un personaggio della serie televisiva Sleepy Hollow.
- Abigail "Abby" Sciuto è un personaggio della serie televisiva NCIS.
- Abigail è il titolo originale della telenovela venezuelana Marilena.
- Abby è un film del 1974 diretto da William Girdler.
- Abigail è una canzone della band metalcore Motionless in White, dall'album Creatures.
- Abbey Bominable, personaggio della linea di bambole Monster High, figlia dello yeti.
- Gale Hawthorne, personaggio della serie di libri Hunger Games.